# 57, rue de Varenne
57, rue de Varenne est un thriller politique publié sous forme de série radiophonique écrite par François Pérache et réalisée par Cédric Aussir. Elle est diffusée sur France Culture entre 2014 et 2022. 
L'action se situe à Paris. Le « 57, rue de Varenne » correspond à l'hôtel de Matignon, résidence officielle et lieu de travail depuis 1935 du Premier ministre, chef du gouvernement français.         
L'intrigue raconte le quotidien politique, public ou intime de plusieurs premiers ministres sur fond de décès suspects et autres évènements tragiques. Entre discours officiels et conversations secrètes, les personnages évoluent dans une actualité politique intense, dans ou en marge du cadre de la Constitution française.        

## Inspirations
Outre les considérations historiques sur un poste de Premier Ministre notoirement difficile sous la Ve République, l'ambiance de la série est très documentée sur le fonctionnement des cabinets ministériels et des institutions autour de Matignon. L'auteur, François Pérache, tire une partie de son inspiration de ses expériences passées au sein de cabinets ministériels, d'abord au service d'information du Gouvernement, puis plus tard à l'Élysée. Les ressemblances de certains personnages avec des personnalités politiques actuelles ou passées ne sont pas fortuites.          
Les dialogues sont truffés de références artistiques et littéraires, mais aussi d'allusions croustillantes se rapportant à des "affaires" célèbres (par exemple celle du logement de fonction de l'Affaire Gaymard ou à certaines répliques culte " Je décide, tu exécutes " (en mémoire de la réplique cinglante du président Chirac à son ministre du Budget Sarkozy en 2004) ou le " Tu demandes à Jack ! " de François Hollande à Fleur Pellerin.

## Personnages

### Le griot africain
Joué par Binda N’Gazolo dans la saison 1, puis Criss Niangouna par la suite, le griot ou narrateur de l'histoire intervient avec humour entre les dialogues, en début ou fin d'épisode pour la mise en contexte des événements.

### Pierre-Yves Gerland
Joué par Hervé Pierre, "PYG" est Premier Ministre jusqu'à ce qu'il atteigne la fonction suprême à la saison 4

### Christian Perron-Chevalier
L'indispensable directeur de Cabinet du 1er ministre est joué par Gilles David de la Comédie Française.

### Camille Fournier
Joué par William Nadylam, Camille Fournier apparaît dans la saison 5. D'origine rwandaise, il est atteint du syndrome d'Asperger.

## Épisodes

### Saison 1 (novembre 2014)
Pierre-Yves Gerland, Premier ministre, apprend la disparition mystérieuse de son ministre de la Santé pendant un voyage en Afrique ; son ministre des Finances doit faire face à un scandale autour d'un logement de fonction.

### Saison 2 - Partage de minuit (janvier 2016)
Quelques mois après les évènements de la saison 1, Pierre-Yves Gerland doit digérer des législatives partielles désastreuses dont Pablo Mercadal, son ministre de l’Intérieur, sort renforcé. Gerland cherche à reprendre la main en annonçant un vaste plan d’économies budgétaires, mais des révélations sur la mort du ministre Belansky viennent contrecarrer ses plans… 

### Saison 3 - Avis de tempête (mars 2017)
La saison 3 démarre quelques mois avant l'élection présidentielle. Pablo Mercadal, ministre de l'Intérieur, est devenu Premier ministre. Fort d'une excellente cote de popularité, il envisage de se présenter à la magistrature suprême contre le Président sortant... quitte à utiliser l'affaire Belansky contre son rival. 

### Saison 4 - Plafond de verre (octobre 2018)
La saison 4 commence le 30 janvier au soir du 1er tour de l’élection présidentielle anticipée qui a été organisée à la suite de la mort du président la République dans un accident d’avion. La Présidente du Sénat, Tiphaine Quervélec - devenue Présidente de la République par intérim -, le Premier ministre Pablo Mercadal ainsi que l’ex-Premier ministre Pierre-Yves Gerland s'affrontent face à Nadine Bousquet, la candidate d'extrême-droite. Tiphaine Quervélec accède au deuxième tour et idéalement placée pour accéder à la fonction suprême jusqu'à un événement imprévu. Nommée à Matignon, la jeune femme va tenter des réformes dans une ambiance politique et médiatique irrespirable… 

### Saison 5 - L'Arche d'Alliance (décembre 2019)
Dans cette saison 5, Le Président de la République, Pierre-Yves Gerland, décide de nommer en urgence un nouveau Premier ministre. Inconnu de la classe politique et de l’opinion, Camille Fournier est polytechnicien, travaille comme économiste à Londres au moment de sa nomination et est accessoirement d'origine rwandaise et atteint du syndrome d'Asperger. Aussi brillant que volontariste, Camille entreprend de surprenantes réformes et soupçonne l'existence d'une conspiration contre lui.  

### Saison 6 - L'ordre et le désordre (février 2022)
La saison 6 et ultime saison serait une ellipse temporelle de la saison 5 qui était censée être la dernière, mais une saison supplémentaire a été ajoutée à la demande de la direction de France Culture.
L'action démarre dans un Paris au bord de l'insurrection depuis les révélations de Camille Fournier sur l’implication du Président de la République dans l'affaire Belansky. Pierre-Yves Gerland doit affronter une cohabitation dure avec son Premier Ministre - qui a refusé de démissionner - et gérer son audition devant la Haute Cour de Justice en vue de sa destitution.